# Борисовское (озеро, Приозерский район)
Борисовское (устар. Ну́рми-ярви, фин. Nurmijarvii) — озеро в Приозерском районе Ленинградской области. На северном берегу озера расположена деревня Борисово. Высота над уровнем моря — 52,7 м.
Прежнее название Нурмиярви переводится с финского как травяное озеро. Длина — 2,3 км, ширина — от 0,2 до 0,8 км, площадь — 1,2 км². Средняя глубина — 3 м, максимальная — 6 м. Озеро является проточным: в него впадает пара ручьёв, на севере имеется сток в Горюнец. Берега отлогие, песчаные. На озере имеются два острова, в бухтах оно зарастает кувшинкой.
В озере встречается карп, пелядь, плотва, окунь, щука и лещ.